# إبراهيم مانيك
إبراهيم مانيك (ولد في 19 مارس 1969) هو عداء مالديفي تنافس في سباق 4 × 100 متر تتابع في دورة الألعاب الأولمبية الصيفية عام 1988.

## روابط خارجية
- إبراهيم مانيك على موقع الاتحاد الدولي لألعاب القوى (الإنجليزية)
- إبراهيم مانيك على موقع أوليمبيديا (الإنجليزية)